# Thayslane Costa
Thayslane de Melo Costa (Aracaju, 14 de janeiro de 1988) é uma árbitra de futebol e professora de Educação física brasileira.

## Biografia e carreira
É natural de Aracaju, Sergipe, mas viveu por muito anos no interior, em Propriá. É graduada em Educação física. Entrou no curso de árbitros em 2007 e, em 2008, já fazia parte do quadro da Federação Sergipana de Futebol (FSF). Entre 2013 e 2015, esteve filiada à Federação Bahiana de Futebol (FBF).
Foi a primeira mulher a trabalhar como árbitra central na primeira divisão do Campeonato Sergipano de Futebol. Na temporada de 2018, arbitrou a final do Campeonato Brasileiro Feminino da segunda divisão. Em janeiro de 2019, tornou-se a primeira mulher sergipana a entrar para o quadro de arbitragem da Federação Internacional de Futebol (FIFA), além de estar habilitada para trabalhar como árbitra assistente de vídeo.

## Estatísticas
Estas são estatísticas das principais competições nacionais e internacionais.

### Competições da CONMEBOL
Fonte: 

#### Campeonato Sul-Americano Feminino – Sub-20
| Edição | Fase    | Data   | Partida  | Partida | Partida   | Estádio          | Cidade    | Cartões                       | Cartões                           | Cartões | Pênalti · Pênalti | Ref.  |
| Edição | Fase    | Data   | Mandante | Placar  | Visitante | Estádio          | Cidade    | Penalizado com cartão amarelo | Penalizado · Penalizado · Expulso | Expulso | Pênalti · Pênalti | Ref.  |
| ------ | ------- | ------ | -------- | ------- | --------- | ---------------- | --------- | ----------------------------- | --------------------------------- | ------- | ----------------- | ----- |
| 2022   | Grupo A | 6/abr  | Chile    | 0 – 0   | Argentina | Nicolás C. Nazar | La Calera | 3                             | 0                                 | 0       | 0                 | [ 5 ] |
| 2022   | Grupo A | 12/abr | Colômbia | 5 – 0   | Peru      | Nicolás C. Nazar | La Calera | 2                             | 0                                 | 0       | 0                 | [ 6 ] |
| Total  | Total   | Total  | Total    | Total   | Total     | Total            | Total     | 5                             | 0                                 | 0       | 0                 |       |

### Competições da CBF
Fonte: 

#### Campeonato Brasileiro Feminino – Série A1
| Edição | Fase      | Data   | Partida             | Partida | Partida     | Estádio           | Cidade         | Cartões                       | Cartões                           | Cartões | Pênalti · Pênalti | Ref.   |
| Edição | Fase      | Data   | Mandante            | Placar  | Visitante   | Estádio           | Cidade         | Penalizado com cartão amarelo | Penalizado · Penalizado · Expulso | Expulso | Pênalti · Pênalti | Ref.   |
| ------ | --------- | ------ | ------------------- | ------- | ----------- | ----------------- | -------------- | ----------------------------- | --------------------------------- | ------- | ----------------- | ------ |
| 2022   | Semifinal | 20/set | Internacional       | 1 – 1   | São Paulo   | Beira-Rio         | Porto Alegre   | 3                             | 0                                 | 0       | 0                 | [ 7 ]  |
| 2023   | Quartas   | 19/jun | Cruzeiro            | 1 – 2   | Corinthians | Soares de Azevedo | Muriaé         | 2                             | 0                                 | 0       | 1                 | [ 8 ]  |
| 2023   | Final     | 7/set  | Ferroviária         | 0 – 0   | Corinthians | Fonte Luminosa    | Araraquara     | 3                             | 0                                 | 0       | 0                 | [ 9 ]  |
| 2024   | 1.ª fase  | 20/mar | Atlético Mineiro    | 1 – 3   | Santos      | Castor Cifuentes  | Nova Lima      | 8                             | 0                                 | 0       | 1                 | [ 10 ] |
| 2024   | 1.ª fase  | 11/mai | Red Bull Bragantino | 0 – 1   | Ferroviária | Gabriel M. Silva  | S. de Parnaíba | 5                             | 0                                 | 0       | 1                 | [ 11 ] |
| Total  | Total     | Total  | Total               | Total   | Total       | Total             | Total          | 21                            | 0                                 | 0       | 3                 |        |

#### Campeonato Brasileiro Feminino – Série A2
| Edição | Fase  | Data   | Partida             | Partida | Partida    | Estádio         | Cidade      | Cartões                       | Cartões                           | Cartões | Pênalti · Pênalti | Ref.   |
| Edição | Fase  | Data   | Mandante            | Placar  | Visitante  | Estádio         | Cidade      | Penalizado com cartão amarelo | Penalizado · Penalizado · Expulso | Expulso | Pênalti · Pênalti | Ref.   |
| ------ | ----- | ------ | ------------------- | ------- | ---------- | --------------- | ----------- | ----------------------------- | --------------------------------- | ------- | ----------------- | ------ |
| 2023   | Final | 10/jul | Red Bull Bragantino | 1 – 0   | Fluminense | Nabi Abi Chedid | B. Paulista | 4                             | 0                                 | 0       | 0                 | [ 12 ] |
| Total  | Total | Total  | Total               | Total   | Total      | Total           | Total       | 4                             | 0                                 | 0       | 0                 |        |

#### Campeonato Brasileiro Feminino – Série A3
| Edição | Fase     | Data   | Partida    | Partida | Partida   | Estádio        | Cidade  | Cartões                       | Cartões                           | Cartões | Pênalti · Pênalti | Ref.   |
| Edição | Fase     | Data   | Mandante   | Placar  | Visitante | Estádio        | Cidade  | Penalizado com cartão amarelo | Penalizado · Penalizado · Expulso | Expulso | Pênalti · Pênalti | Ref.   |
| ------ | -------- | ------ | ---------- | ------- | --------- | -------------- | ------- | ----------------------------- | --------------------------------- | ------- | ----------------- | ------ |
| 2023   | 1.ª fase | 29/abr | Estanciano | 1 – 0   | Acauã     | Arena Batistão | Aracaju | 5                             | 1                                 | 1       | 0                 | [ 13 ] |
| Total  | Total    | Total  | Total      | Total   | Total     | Total          | Total   | 5                             | 1                                 | 1       | 0                 |        |

#### Campeonato Brasileiro Masculino – Série B
| Edição | Fase      | Data   | Partida     | Partida | Partida     | Estádio        | Cidade         | Cartões                       | Cartões                           | Cartões | Pênalti · Pênalti | Ref.   |
| Edição | Fase      | Data   | Mandante    | Placar  | Visitante   | Estádio        | Cidade         | Penalizado com cartão amarelo | Penalizado · Penalizado · Expulso | Expulso | Pênalti · Pênalti | Ref.   |
| ------ | --------- | ------ | ----------- | ------- | ----------- | -------------- | -------------- | ----------------------------- | --------------------------------- | ------- | ----------------- | ------ |
| 2020   | 2.ª turno | 29/jan | Botafogo-SP | 0 – 1   | Operário-PR | Santa Cruz     | Ribeirão Preto | 7                             | 1                                 | 0       | 0                 | [ 14 ] |
| 2023   | 2.ª turno | 2/ago  | Ituano      | 1 – 0   | Tombense    | Novelli Junior | Itu            | 2                             | 0                                 | 0       | 0                 | [ 15 ] |
| 2023   | 2.ª turno | 28/ago | Botafogo-SP | 0 – 0   | ABC         | Santa Cruz     | Ribeirão Preto | 2                             | 0                                 | 0       | 0                 | [ 16 ] |
| Total  | Total     | Total  | Total       | Total   | Total       | Total          | Total          | 11                            | 1                                 | 0       | 0                 |        |

#### Campeonato Brasileiro Masculino – Série C
| Edição | Fase     | Data   | Partida     | Partida | Partida          | Estádio       | Cidade         | Cartões                       | Cartões                           | Cartões | Pênalti · Pênalti | Ref.   |
| Edição | Fase     | Data   | Mandante    | Placar  | Visitante        | Estádio       | Cidade         | Penalizado com cartão amarelo | Penalizado · Penalizado · Expulso | Expulso | Pênalti · Pênalti | Ref.   |
| ------ | -------- | ------ | ----------- | ------- | ---------------- | ------------- | -------------- | ----------------------------- | --------------------------------- | ------- | ----------------- | ------ |
| 2020   | 1.ª fase | 10/ago | Boa Esporte | 2 – 2   | Volta Redonda    | Melão         | Varginha       | 5                             | 0                                 | 0       | 0                 | [ 17 ] |
| 2020   | 1.ª fase | 19/set | Treze       | 0 – 0   | Jacuipense       | Amigão        | Campina Grande | 7                             | 0                                 | 0       | 0                 | [ 18 ] |
| 2021   | 1.ª fase | 13/jun | Botafogo-PB | 1 – 2   | Volta Redonda    | Almeidão      | João Pessoa    | 5                             | 0                                 | 0       | 0                 | [ 19 ] |
| 2021   | 1.ª fase | 4/jul  | Altos       | 0 – 1   | Floresta         | Lindolfinho   | Teresina       | 5                             | 0                                 | 0       | 1                 | [ 20 ] |
| 2021   | 1.ª fase | 19/jul | Paraná      | 0 – 2   | Novorizontino    | Vila Capanema | Curitiba       | 3                             | 0                                 | 0       | 0                 | [ 21 ] |
| 2021   | 1.ª fase | 31/jul | Mirassol    | 2 – 1   | Oeste            | Campos Maia   | Mirassol       | 4                             | 0                                 | 0       | 0                 | [ 22 ] |
| 2021   | 1.ª fase | 31/jul | Santa Cruz  | 0 – 0   | Ferroviário      | Arruda        | Recife         | 6                             | 0                                 | 0       | 0                 | [ 23 ] |
| 2023   | 1.ª fase | 8/jun  | Remo        | 0 – 0   | América de Natal | Baenão        | Belém          | 5                             | 0                                 | 0       | 0                 | [ 24 ] |
| 2023   | 1.ª fase | 20/ago | Paysandu    | 2 – 1   | Pouso Alegre     | Curuzu        | Belém          | 7                             | 0                                 | 2       | 1                 | [ 25 ] |
| 2024   | 1.ª fase | 2/jun  | ABC         | 1 – 0   | Floresta         | Frasqueirão   | Natal          | 9                             | 0                                 | 0       | 0                 | [ 26 ] |
| Total  | Total    | Total  | Total       | Total   | Total            | Total         | Total          | 56                            | 0                                 | 2       | 2                 |        |

#### Campeonato Brasileiro Masculino – Série D
| Edição | Fase       | Data   | Partida           | Partida | Partida               | Estádio           | Cidade           | Cartões                       | Cartões                           | Cartões | Pênalti · Pênalti | Ref.   |
| Edição | Fase       | Data   | Mandante          | Placar  | Visitante             | Estádio           | Cidade           | Penalizado com cartão amarelo | Penalizado · Penalizado · Expulso | Expulso | Pênalti · Pênalti | Ref.   |
| ------ | ---------- | ------ | ----------------- | ------- | --------------------- | ----------------- | ---------------- | ----------------------------- | --------------------------------- | ------- | ----------------- | ------ |
| 2019   | 1.ª f./A01 | 25/mai | São Raimundo-RR   | 6 – 1   | Rio Branco-ES         | Ribeirão          | Boa Vista        | 2                             | 0                                 | 0       | 0                 | [ 27 ] |
| 2019   | 1.ª f./A07 | 6/jun  | Campinense        | 4 – 0   | Vitória das Tabocas   | Amigão            | Campina Grande   | 7                             | 1                                 | 0       | 0                 | [ 28 ] |
| 2020   | 1.ª f./A03 | 31/out | Campinense        | 2 – 1   | Atlético Cajazeirense | Amigão            | Campina Grande   | 5                             | 0                                 | 3       | 0                 | [ 29 ] |
| 2020   | 1.ª f./A04 | 11/out | Itabaiana         | 1 – 1   | Freipaulistano        | Mendonção         | Itabaiana        | 8                             | 0                                 | 4       | 0                 | [ 30 ] |
| 2020   | 1.ª f./A05 | 14/out | Vitória-ES        | 3 – 1   | Águia Negra           | Ninho da Águia    | Vitória          | 5                             | 0                                 | 0       | 0                 | [ 31 ] |
| 2020   | 1.ª f./A06 | 21/nov | Tupynambás        | 1 – 0   | Palmas                | Mário Helênio     | Juiz de Fora     | 6                             | 0                                 | 1       | 1                 | [ 32 ] |
| 2022   | 1.ª f./A3  | 8/mai  | Afogados          | 1 – 1   | Globo                 | Vianão            | A. da Ingazeira  | 7                             | 2                                 | 0       | 0                 | [ 33 ] |
| 2022   | 1.ª f./A3  | 28/mai | Icasa             | 1 – 1   | América de Natal      | Arena Romeirão    | Juazeiro         | 4                             | 0                                 | 0       | 0                 | [ 34 ] |
| 2022   | 1.ª f./A3  | 18/jun | Crato             | 1 – 1   | São Paulo Crystal     | Virgilio Távora   | Crato            | 8                             | 0                                 | 0       | 0                 | [ 35 ] |
| 2022   | 1.ª f./A3  | 9/jul  | São Paulo Crystal | 2 – 3   | Globo                 | Carneirão         | Cruz do E. Santo | 6                             | 1                                 | 2       | 1                 | [ 36 ] |
| 2022   | 1.ª f./A6  | 16/jul | Inter de Limeira  | 0 – 1   | Caldense              | Limeirão          | Limeira          | 4                             | 0                                 | 0       | 0                 | [ 37 ] |
| 2023   | 1.ª f./A1  | 29/mai | Águia de Marabá   | 2 – 0   | São Francisco-AC      | Zinho Oliveira    | Marabá           | 8                             | 0                                 | 0       | 0                 | [ 38 ] |
| 2023   | 1.ª f./A1  | 22/jul | Humaitá           | 2 – 0   | Nacional-AM           | Florestão         | Rio Branco       | 6                             | 1                                 | 0       | 0                 | [ 39 ] |
| 2023   | 1.ª f./A2  | 7/mai  | Maranhão          | 1 – 1   | Atlético Cearense     | Nhozinho Santos   | São Luís         | 8                             | 1                                 | 0       | 0                 | [ 40 ] |
| 2023   | 1.ª f./A2  | 2/jul  | Caucaia           | 1 – 1   | Ferroviário           | Raimundão         | Caucaia          | 8                             | 0                                 | 0       | 0                 | [ 41 ] |
| 2024   | 1.ª f./A1  | 13/jul | Humaitá           | 2 – 5   | Manaus                | Florestão         | Rio Branco       | 3                             | 0                                 | 1       | 1                 | [ 42 ] |
| 2024   | 1.ª f./A2  | 3/jul  | Altos             | 2 – 1   | Tocantinópolis        | Lindolfo Monteiro | Teresina         | 5                             | 1                                 | 0       | 0                 | [ 43 ] |
| 2024   | 1.ª f./A5  | 19/mai | Brasiliense       | 1 – 1   | Mixto                 | Boca do Jacaré    | Taguatinga       | 3                             | 0                                 | 0       | 0                 | [ 44 ] |
| 2024   | 2.ª fase   | 4/ago  | Cianorte          | 2 – 1   | Costa Rica            | Olímpico          | Cianorte         | 8                             | 0                                 | 0       | 0                 | [ 45 ] |
| Total  | Total      | Total  | Total             | Total   | Total                 | Total             | Total            | 111                           | 7                                 | 11      | 3                 |        |

#### Supercopa do Brasil Feminino
| Edição | Fase      | Data   | Partida     | Partida | Partida     | Estádio           | Cidade    | Cartões                       | Cartões                           | Cartões | Pênalti · Pênalti | Ref.   |
| Edição | Fase      | Data   | Mandante    | Placar  | Visitante   | Estádio           | Cidade    | Penalizado com cartão amarelo | Penalizado · Penalizado · Expulso | Expulso | Pênalti · Pênalti | Ref.   |
| ------ | --------- | ------ | ----------- | ------- | ----------- | ----------------- | --------- | ----------------------------- | --------------------------------- | ------- | ----------------- | ------ |
| 2023   | Final     | 12/fev | Corinthians | 4 – 1   | Flamengo    | Neo Química Arena | São Paulo | 5                             | 0                                 | 0       | 1                 | [ 46 ] |
| 2024   | Semifinal | 14/fev | Corinthians | 2 – 0   | Ferroviária | Neo Química Arena | São Paulo | 6                             | 0                                 | 0       | 0                 | [ 47 ] |
| Total  | Total     | Total  | Total       | Total   | Total       | Total             | Total     | 11                            | 0                                 | 0       | 1                 |        |

#### Copa do Brasil Masculino
| Edição | Fase     | Data   | Partida  | Partida | Partida          | Estádio | Cidade          | Cartões                       | Cartões                           | Cartões | Pênalti · Pênalti | Ref.   |
| Edição | Fase     | Data   | Mandante | Placar  | Visitante        | Estádio | Cidade          | Penalizado com cartão amarelo | Penalizado · Penalizado · Expulso | Expulso | Pênalti · Pênalti | Ref.   |
| ------ | -------- | ------ | -------- | ------- | ---------------- | ------- | --------------- | ----------------------------- | --------------------------------- | ------- | ----------------- | ------ |
| 2020   | 1.ª fase | 13/fev | Afogados | 3 – 0   | Atlético Acreano | Vianão  | A. da Ingazeira | 3                             | 0                                 | 0       | 0                 | [ 48 ] |
| Total  | Total    | Total  | Total    | Total   | Total            | Total   | Total           | 3                             | 0                                 | 0       | 0                 |        |

#### Copa do Nordeste Masculino
| Edição | Fase       | Data   | Partida        | Partida | Partida          | Estádio        | Cidade         | Cartões                       | Cartões                           | Cartões | Pênalti · Pênalti | Ref.   |
| Edição | Fase       | Data   | Mandante       | Placar  | Visitante        | Estádio        | Cidade         | Penalizado com cartão amarelo | Penalizado · Penalizado · Expulso | Expulso | Pênalti · Pênalti | Ref.   |
| ------ | ---------- | ------ | -------------- | ------- | ---------------- | -------------- | -------------- | ----------------------------- | --------------------------------- | ------- | ----------------- | ------ |
| 2020   | 1.ª fase   | 21/jan | Imperatriz     | 2 – 1   | CRB              | Frei Epifânio  | Imperatriz     | 3                             | 0                                 | 0       | 0                 | [ 49 ] |
| 2020   | 1.ª fase   | 21/jul | Fortaleza      | 3 – 1   | América de Natal | Barradão       | Salvador       | 5                             | 0                                 | 0       | 1                 | [ 50 ] |
| 2021   | Preliminar | 30/dez | Globo          | 1 – 0   | Altos            | Barrettão      | Ceará-Mirim    | 6                             | 1                                 | 0       | 0                 | [ 51 ] |
| 2021   | 1.ª fase   | 7/mar  | 4 de Julho     | 1 – 0   | Salgueiro        | Albertão       | Teresina       | 5                             | 0                                 | 0       | 0                 | [ 52 ] |
| 2021   | 1.ª fase   | 23/mar | Altos          | 0 – 1   | Sampaio Corrêa   | Albertão       | Teresina       | 7                             | 0                                 | 0       | 0                 | [ 53 ] |
| 2021   | 1.ª fase   | 10/abr | Santa Cruz     | 0 – 1   | Botafogo-PB      | Arruda         | Recife         | 6                             | 0                                 | 0       | 0                 | [ 54 ] |
| 2022   | Pré/1.ª    | 12/out | Juazeirense    | 1 – 0   | Central          | Adautão        | Juazeiro       | 6                             | 0                                 | 0       | 1                 | [ 55 ] |
| 2022   | 1.ª fase   | 30/jan | Sampaio Corrêa | 2 – 1   | Altos            | Arena Castelão | São Luís       | 4                             | 0                                 | 0       | 0                 | [ 56 ] |
| 2022   | 1.ª fase   | 17/fev | CRB            | 2 – 0   | Globo            | Rei Pelé       | Maceió         | 3                             | 0                                 | 0       | 0                 | [ 57 ] |
| 2022   | 1.ª fase   | 19/mar | Campinense     | 0 – 1   | Ceará            | Amigão         | Campina Grande | 6                             | 0                                 | 0       | 0                 | [ 58 ] |
| 2023   | 1.ª fase   | 22/mar | Campinense     | 2 – 1   | Vitória          | Amigão         | Campina Grande | 5                             | 0                                 | 0       | 0                 | [ 59 ] |
| Total  | Total      | Total  | Total          | Total   | Total            | Total          | Total          | 56                            | 1                                 | 0       | 2                 |        |

### Partidas entre Seleções Femininas
Fonte: 
| Edição | Fase        | Data   | Partida    | Partida | Partida   | Estádio           | Cidade      | Cartões                       | Cartões                           | Cartões | Pênalti · Pênalti | Ref.   |
| Edição | Fase        | Data   | Mandante   | Placar  | Visitante | Estádio           | Cidade      | Penalizado com cartão amarelo | Penalizado · Penalizado · Expulso | Expulso | Pênalti · Pênalti | Ref.   |
| ------ | ----------- | ------ | ---------- | ------- | --------- | ----------------- | ----------- | ----------------------------- | --------------------------------- | ------- | ----------------- | ------ |
| 2019   | T. Int./1.ª | 29/ago | Costa Rica | 0 – 1   | Chile     | Pacaembu          | São Paulo   | 3                             | 1                                 | 0       | 0                 | [ 60 ] |
| 2019   | Amistoso    | 12/dez | Brasil     | 6 – 0   | México    | Neo Química Arena | São Paulo   | 0                             | 0                                 | 0       | 0                 | [ 61 ] |
| 2021   | Amistoso    | 20/set | Brasil     | 4 – 1   | Argentina | Almeidão          | João Pessoa | 1                             | 0                                 | 0       | 0                 | [ 62 ] |
| 2021   | T. Intern.  | 1/dez  | Venezuela  | 2 – 1   | Índia     | Arena da Amazônia | Manaus      | 2                             | 0                                 | 0       | 0                 | [ 63 ] |
| Total  | Total       | Total  | Total      | Total   | Total     | Total             | Total       | 6                             | 1                                 | 0       | 0                 |        |